# Phoxinus strandjae
Phoxinus strandjae är en fiskart som beskrevs av Pencho Drensky 1926. Phoxinus strandjae ingår i släktet Phoxinus och familjen karpfiskar. IUCN kategoriserar arten globalt som starkt hotad. Inga underarter finns listade i Catalogue of Life.